# Valerio Bernabò

a Compétitions nationales et continentales officielles uniquement.

b Matchs officiels uniquement.
Dernière mise à jour le 22 juillet 2018.
Valerio Bernabò, né le 3 mars 1984 à Rome (Italie), est un joueur de rugby à XV italien qui évolue au poste de deuxième ligne en équipe d'Italie (1,95 m pour 107 kg).

## Biographie

### En club
- 2002-2004 : Polisportiva SS Lazio Rugby 1927
- 2004-2007 : Rugby Calvisano
- 2007-2008 : CA Brive
- 2008-2009 : Rugby Calvisano
- 2009-2010 : Rugby Rome
- 2010-2014 : Benetton Trévise
- 2014-2018 : Zebre

### En équipe nationale
Il a honoré sa première cape internationale en équipe d'Italie le 27 novembre 2004 à Biella-in-Piedmont par une victoire 43-25 contre l'équipe des États-Unis.

## Palmarès

### En club
- Champion d'Italie : 2005

### En équipe nationale
Au 22 juillet 2018, Valerio Bernabo  compte 33 sélections depuis sa première sélection le 27 novembre 2004 contre les États-Unis.
Il compte une sélection en 2004, deux en 2005, dix en 2007, deux en 2010, quatre en 2011, quatre en 2013, quatre en 2015 et trois en 2016.
Valerio Bernabo participe à quatre éditions du Tournoi des Six Nations en 2007, 2010, 2011 et 2016.
Valerio Bernabo participe à deux éditions de la coupe du monde. En 2007, il obtient deux sélections, face à la Nouvelle-Zélande et la Roumanie. En 2015, il joue lors de deux rencontres, face à la France et la Roumanie.